# Фрида (саундтрек)
«Фрида» — оригинальный саундтрек, созданный Эллиотом Голденталем для фильма «Фрида», посвященного жизни и творчеству мексиканской художницы Фриды Кало. Сальма Хайек, сыгравшая в фильме главную роль, является также исполнительницей одной из песен этого саундтрека — «La Bruja».
В 2002 году саундтрек завоевал премии «Оскар» и «Золотой глобус» в номинации «Лучшая музыка к фильму» .

## Музыка
Эллиот Голденталь: «… Чтобы придать звучанию дополнительную интимность, я выбрал для ансамбля совсем немного акустических инструментов: маленькую мексиканскую гитару (виуэлу), классическую гитару, мексиканскую бас-гитару (гитаррон), аккордеон, мексиканскую арфу, маримбу и стеклянную гармонику (изобретенную Бенджамином Франклином). Я счел, что гитары обеспечат полный диапазон лиризма и ритмичности, которых я добивался…»

## Список композиций
1. Benediction and Dream — Performed by Lila Downs (2:31)
2. The Floating Bed (1:29)
3. El Conejo — Performed by Cojolites (2:29)
4. Paloma Negra — Performed by Chavela Vargas (3:17)
5. Self-Portrait With Hair Down (1:09)
6. Alcoba Azul — Performed by Lila Downs (1:36)
7. Carabina 30/30 — Performed by El Poder Del Norte (2:43)
8. Sólo Tú (1:22)
9. El Gusto (2:18)
10. The Journey (2:56)
11. El Antifaz — Performed by Liberacion (2:28)
12. The Suicide of Dorothy Hale (0:48)
13. La Cavalera (1:40)
14. La Bruja — Performed by Salma Hayek and Los Vega (1:57)
15. Portrait of Lupe (2:13)
16. La Llorona — Performed by Chavela Vargas (2:22)
17. Estrella Oscura — Performed by Lila Downs (1:48)
18. Still Life (1:31)
19. Viva la Vida — Performed by Trio / Marimberos (2:16)
20. The Departure (2:13)
21. Coyoacán and Variations (2:34)
22. La Llorona — Lila Downs & Mariachi Juvenil de Tecalitián (2:20)
23. Burning Bed (1:08)
24. Burn It Blue — Performed by Caetano Veloso and Lila Downs (7:58)

## Работали над альбомом
- Music Composed by Elliot Goldenthal
- Music Produced by Teese Gohl and Elliot Goldenthal
- Orchestrated by Elliot Goldenthal and Robert Elhai
- Orchestra Conducted by Stephen Mercurio
- Recorded and Mixed by Joel Iwataki
- Electronic Music Produced by Richard Martinez
- Music Editor: Curtis Roush

## Интересные факты
- Две песни исполнила 80-летняя мексиканская певица Чавела Варгас, близкая подруга самой Фриды Кало, с которой её связывали более чем дружеские отношения и в доме которой она жила вплоть до смерти Фриды [2].